# Liste der Baudenkmale in Oldenburg (Oldb) – Zeughausstraße
In der Liste der Baudenkmale in Oldenburg (Oldb) – Zeughausstraße stehen alle Baudenkmale der Zeughausstraße in Oldenburg (Oldb).  Die Quelle der IDs und der Beschreibungen ist der Denkmalatlas Niedersachsen.
Der Stand der Liste ist das Jahr 2022(17).

## Allgemein
In den Spalten befinden sich folgende Informationen:
- Lage: die Adresse des Baudenkmales und die geographischen Koordinaten. Kartenansicht, um Koordinaten zu setzen. In der Kartenansicht sind Baudenkmale ohne Koordinaten mit einem roten Marker dargestellt und können in der Karte gesetzt werden. Baudenkmale ohne Bild sind mit einem blauen Marker gekennzeichnet, Baudenkmale mit Bild mit einem grünen Marker.
- Bezeichnung: Bezeichnung des Baudenkmales
- Beschreibung: die Beschreibung des Baudenkmales. Unter § 3 Abs. 2 NDSchG werden Einzeldenkmale und unter § 3 Abs. 3 NDSchG Gruppen baulicher Anlagen und deren Bestandteile ausgewiesen.
- ID: die Objekt-ID des Baudenkmales
- Bild: ein Bild des Baudenkmales, ggf. zusätzlich mit einem Link zu weiteren Fotos des Baudenkmals im Medienarchiv Wikimedia Commons. Wenn man auf das Kamerasymbol klickt, können Fotos zu Baudenkmalen aus dieser Liste hochgeladen werden:

Zurück zur Hauptliste
| Lage                                         | Bezeichnung | Beschreibung | ID       | Bild |
| -------------------------------------------- | ----------- | --- | -------- | ---- |
| Zeughausstraße 2 53° 8′ 36″ N, 8° 12′ 13″ O  | Wohnhaus    | Um 1860 errichteter zweigeschossiger, verputzter Massivbau auf Sockelgeschoss unter Walmdach. Fünfachsige Fassade mit Rundbogenfenstern im Erdgeschoss. Eingang an der Westseite. Vorgarten und zeitgenössische Einfriedung. | 37423376 | BW   |
| Zeughausstraße 8 53° 8′ 36″ N, 8° 12′ 9″ O   | Wohnhaus    | Eineinhalbgeschossiger, verputzter Massivbau unter Satteldächern. Giebelständiger, dreiachsiger Gebäudetrakt mit Rundbogenfenstern, Klötzchenfries als Sohlbankgesims und Rundbogenfries am Ortgang. rechter zweiachsiger Gebäudetrakt niedriger unter traufständigem Satteldach. Um 1860 errichtet. | 37423397 | BW   |
| Zeughausstraße 20 53° 8′ 36″ N, 8° 12′ 6″ O  | Wohnhaus    | Eingeschossiger giebelständiger Putzbau unter ausgebautem Satteldach. Rundbogenfenster und Ortganggesims. Vertreter des ebenerdigen Typs der sogen. „Oldenburger Hundehütte“. 1865/66 von Architekt Wempe errichtet. Eisenzaun aus dem frühen 20. Jahrhundert. | 37423440 | BW   |
| Zeughausstraße 25 53° 8′ 35″ N, 8° 12′ 3″ O  | Wohnhaus    | 1897 errichtetes eineinhalbgeschossiges Giebelhaus auf Sockelgeschoss unter Satteldach. Vierachsige Fassade mit polygonalem Altan auf der rechten Seite. Fassadendekor mit geschossteilendem Gesims in Form „laufender Hund“, Baluster am Altan und in den Fensterbrüstungen des Obergeschosses, Dreiecksverdachungen. An der Westseite zweigeschossiger Eingangsvorbau mit traufständigem Satteldach. | 37423461 | BW   |
| Zeughausstraße 32 53° 8′ 36″ N, 8° 12′ 2″ O  | Wohnhaus    | 1875 errichtetes eingeschossiges Giebelhaus mit Drempel auf Sockelgeschoss unter Satteldach. Vierachsige Fassade mit polygonalem Altan auf der linken Seite. Fassadendekor mit geschossteilendem Gesims und profilierten Fensterrahmungen. Horizontale Verdachungen über den mittleren Obergeschossfenstern. | 37423481 | BW   |
| Zeughausstraße 36 53° 8′ 37″ N, 8° 12′ 0″ O  | Wohnhaus    | Eingeschossiger, massiver Putzbau unter giebelständigem Satteldach. Vierachsige Fassade mit Baudekor in Form von umlaufenden Gesims, am Giebel mit aufgeputzten Kreisen, horizontale Verdachungen. Erschließung von der Traufseite. 1866 von Maurermeister Brand errichtet. Vorgarten. | 37423501 | BW   |
| Zeughausstraße 56 53° 8′ 37″ N, 8° 11′ 52″ O | Villa       | Zweigeschossiger Backsteinbau mit halbrundem Vorbau unter Mansardwalmdach. Originale Schiebefenster mit Klappläden. Erbaut 1905/06 für den Maler u. Professor August Oetken von dem Architekten Wilhelm Wilken. | 37472648 | BW   |
| Zeughausstraße 56 53° 8′ 37″ N, 8° 11′ 52″ O | Garten      | Hausgarten zur Villa Zeughausstraße 56. | 37466856 | BW   |
| Zeughausstraße 58 53° 8′ 36″ N, 8° 11′ 53″ O | Wohnhaus    | Wohnhaus, 1896/97 erbaut, Architekt R. J. Oetken. Eingeschossiger hell verputzter Massivbau auf hohem Sockelgeschoss, giebelständig zur Zeughausstr. und vierachsig gegliedert. Halbseitig, links ein eingeschossiger polygonaler Altan. An der nördlichen Traufwand zurückgesetzter Eingangsbereich. Geschosstrennende Gesimse, aufwendige Stuckierungen, wie Verdachungen, Blendbalustraden, Fries als „laufender Hund“. Erhaltene innere Ausstattung, wie Fliesen, Treppenhaus mit Eingangstüren, Wohnungstüren, Bodenbeläge. | 37472469 | BW   |
| Zeughausstraße 60 53° 8′ 36″ N, 8° 11′ 53″ O | Wohnhaus    | Dreigeschossiger Putzbau auf Sockelgeschoss unter Walmdach. Um 1895 errichtet. | 37472491 | BW   |
| Zeughausstraße 62 53° 8′ 35″ N, 8° 11′ 53″ O | Wohnhaus    | 1892 von Johann Heinrich Wilhelm Schäfer errichtetes eineinhalbgeschossiges Giebelhaus unter vorkragendem Satteldach. Vierachsige Fassade, die beiden mittleren Obergeschossfenster als Rundbogenfenster mit Balustern hervorgehoben. | 37472513 | BW   |
| Zeughausstraße 64 53° 8′ 35″ N, 8° 11′ 53″ O | Wohnhaus    | 1892 von Johann Heinrich Wilhelm Schäfer errichtetes eineinhalbgeschossiges Giebelhaus unter vorkragendem Satteldach. Vierachsige Fassade, die beiden mittleren Obergeschossfenster als Rundbogenfenster mit Balustern hervorgehoben. | 37472535 | BW   |
| Zeughausstraße 66 53° 8′ 35″ N, 8° 11′ 53″ O | Wohnhaus    | Eineinhalbgeschossiger, verputzter Massivbau auf Sockelgeschoss unter giebelständigem Satteldach. Vierachsige Fassade mit profilierten Fensterrahmungen und Gesimsen als Dekor. 1868/89 errichtet. | 37472557 | BW   |
| Zeughausstraße 74 53° 8′ 33″ N, 8° 11′ 53″ O | Wohnhaus    | Wohnhaus, 1900 erbaut, Architekt R. J. Oetken. Eineinhalbgeschossiger Massivbau auf hohem Sockelgeschoss unter vorkragendem, giebelständigem Satteldach. Ziegelsichtige, vielachsige Fassade, auf der rechten Seite eingeschossiger polygonaler Altan. | 37423521 | BW   |
| Zeughausstraße 75 53° 8′ 33″ N, 8° 11′ 55″ O | Wohnhaus    | 1897/98 von Wilhelm Wittholt errichtetes Giebelhaus unter vorkragendem Satteldach. Vierachsige Fassade mit horizontalen Ritzfugen. Baudekor in Form von horizontalen Verdachungen und Gurtgesims. | 37472579 | BW   |
| Zeughausstraße 77 53° 8′ 32″ N, 8° 11′ 55″ O | Wohnhaus    | 1898 von Wilhelm Wittholt errichtetes Giebelhaus unter vorkragendem Satteldach. Vierachsige Fassade mit horizontalen Ritzfugen. Baudekor in Form von horizontalen Verdachungen und Gurtgesims. | 37472602 | BW   |
| Zeughausstraße 79 53° 8′ 32″ N, 8° 11′ 55″ O | Wohnhaus    | 1899 von Wilhelm Wittholt errichtetes Giebelhaus unter vorkragendem Satteldach. Vierachsige Fassade mit horizontalen Ritzfugen. Baudekor in Form von Gurtgesims, Dreiecksverdachungen und Balustern bei den mittleren Obergeschossfenstern. | 37472625 | BW   |